# Praia de Cumbuco
As boa condições de ventos tornam o lugar um dos melhores destinos do Brasil para a prática de kitesurf e windsurf.

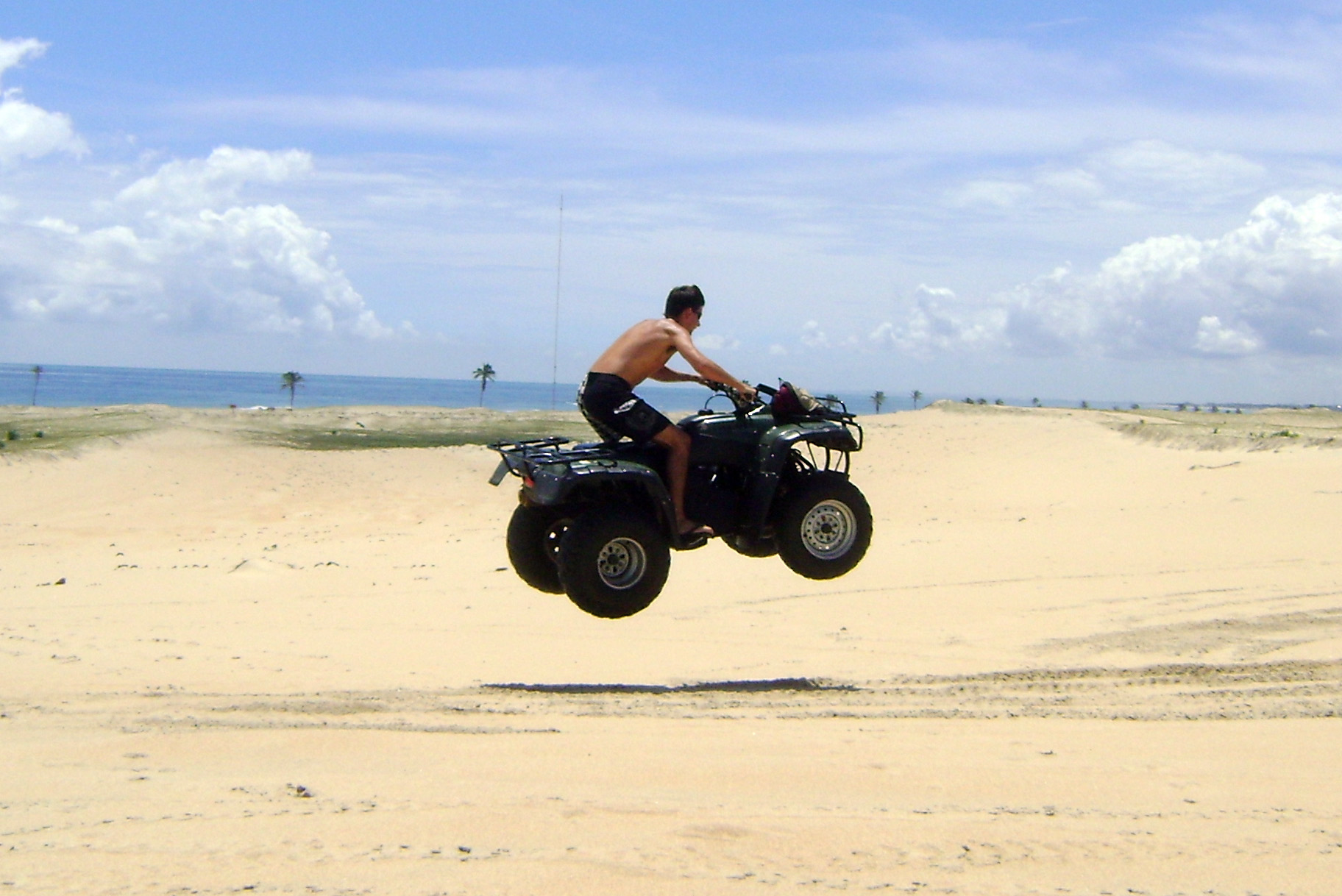
Quadriciclo nas dunas do Cumbuco

A Praia de Cumbuco é uma praia localizada no bairro Cumbuco, município de Caucaia, no estado do Ceará, Brasil. Distante cerca de 30 quilômetros da capital Fortaleza, a praia de Cumbuco é considerada o principal destino turístico de Caucaia e um dos mais importantes do Ceará.

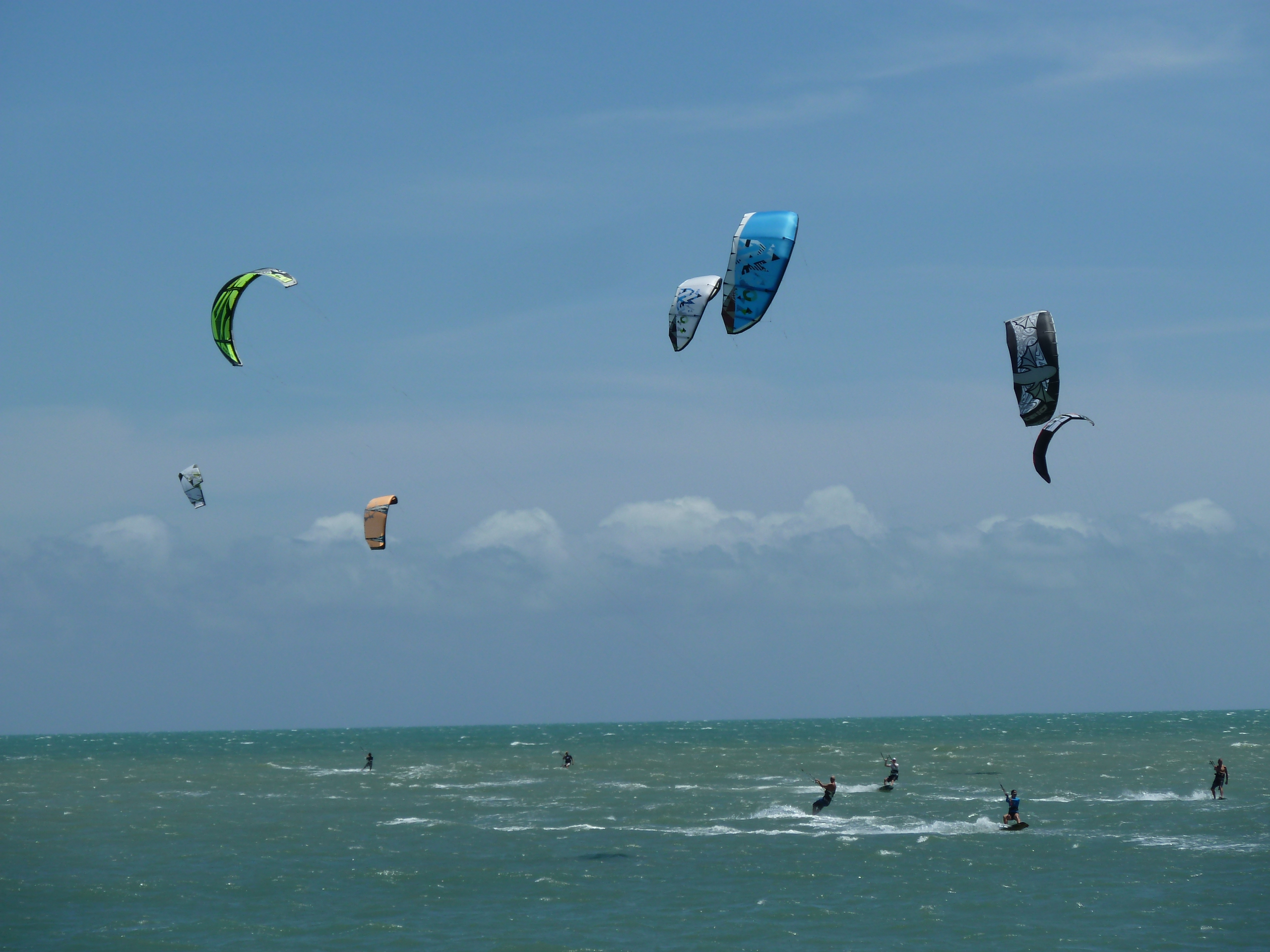
Kitesurf na Praia de Cumbuco.

Tem sido uma praia bastante procurada por turistas por apresentar uma série de paisagens de dunas e lagoas, além de grande variedade de restaurantes, hotéis, pousadas, barracas de praia e infraestrutura turística. Uma das atividades mais populares, contudo, é o passeio de bugue pelas dunas e lagoas da região.
As boa condições de ventos tornam o lugar um dos melhores destinos do Brasil para a prática de kitesurf e windsurf, o que rendeu a praia de Cumbuco o título de "meca internacional do kitesurf". Desde 2023, como forma de celebrar o Dia Internacional do Kitesurf, em 1º de agosto, é realizado o "Lançamento da Temporada dos Ventos", evento realizado na Vila do Cumbuco e organizado pela Secretaria de Turismo e Cultura de Caucaia.
Em 2022 a praia obteve de forma inédita a certificação Bandeira Azul, maior prêmio ecológico internacional concedido a praias, marinas e embarcações de turismo, destacando-se como a única do Ceará a alcançar esse reconhecimento. Para conseguir a qualificação, o município deve atingir uma série de critérios com foco em gestão ambiental, qualidade da água, educação ambiental, segurança, serviços, turismo sustentável e responsabilidade social, que devem ser mantidos e comprovados anualmente. Em 2023 a praia recebeu a certificação ambiental pelo segundo ano consecutivo.

## História
A palavra cumbuco, em tupi, significa "onda longa e baixa". A primeira menção ao nome é de 1872, no qual uma vila de pescadores com esse nome é citada.
Em 1872 a Vila de Pescadores do Cumbuco foi citada pela primeira vez. Era uma fazenda antiga, abandonada desde 1858, onde dentro havia uma vila de pescadores e dividida em duas partes: Parnamirim e Jabaquara.
Em 1976 viviam nessa vila de pescadores aproximadamente 79 famílias. Quase todos moravam em barracas feitas de palha de coqueiro. Apesar da proximidade com Fortaleza (35 Km) e com o centro de Caucaia (20 Km), essa vila era isolada do mundo, pois não existia nenhum tipo de estrada, nem de comunicação.
Em 1976 não havia água tratada, energia, telefone, posto médico, escola pública e, como já citado, nenhuma estrada. A taxa de analfabetismo era de quase 100%. Os nativos contam que nessa época a taxa de mortalidade infantil chegava a 80%, durante o primeiro ano de vida. A taxa de mortalidade de parturientes era de altíssima, devido a falta de higiene no parto e no pós-parto, além da falta de assistência médica. Em caso de doença, os moradores da vila precisavam caminhar por quase 20 km sobre as dunas, transportando o doente numa rede ou no lombo do cavalo e, geralmente, chegavam tarde demais no hospital mais próximo, em Caucaia.
Em 1972 o Engenheiro João Bosco Aguiar Dias conheceu a região e se encantou pela beleza do local. 
Baseando-se em sua tese de mestrado no IME (Instituto Militar de Engenharia) no ano de 1966, com o tema "Urbanização", de uma área na cidade de Lajes (Santa Catarina), resolveu por em prática sua teoria, na Praia do Cumbuco:
- 1974 a 1977 - Reconhecimento da área, contato com os nativos, dados estatísticos sobre a população, definição das necessidades locais;[16]
- 1974 a 1975 - Compra de todo o terreno;[16]
- 1975 a 1977 - Início das obras: construção das casas, escola, posto médico e dentário, maternidade, posto policial, e posto telefônico. A estrada asfaltada e a energia pública e domiciliar também foram de iniciativa privada;[16]
- 07 de janeiro de 1978 - Inauguração oficial da Colônia de Pescadores Z-7 de Cumbuco, que até então não era reconhecida pela Capitania dos Portos, pois era até então Capatazia da Colônia da Barra do Ceará;[16]
- Agosto de 1978: Venda do primeiro Lote do Loteamento Praia do Cumbuco. [16]

Assim nasceu a Praia do Cumbuco, com uma novidade única no Brasil: nenhum pescador foi expulso de sua terra e todos receberam casas dignas, com Escritura Pública de Doação. 